# Eriopyga taciturna
Eriopyga taciturna är en fjärilsart som beskrevs av Paul Dognin 1914. Eriopyga taciturna ingår i släktet Eriopyga och familjen nattflyn. Inga underarter finns listade i Catalogue of Life.